# Lomné
Lomné é uma comuna francesa na região administrativa de Occitânia, no departamento dos Altos Pirenéus. Estende-se por uma área de 2,94 km². Em 2010 a comuna tinha 31 habitantes (densidade: 10,5 hab./km²).